# Philippine Wijsman
Philippine Wijsman, född 21 juni 1837 i Amsterdam, död 1907 i Haarlem, var en nederländsk skriftställare och översättare av skandinavisk, främst svensk skönlitteratur. 
Wijsman skrev kortare biografier och karakteristiker (i "Mannen en vrouwen van beteekenis" etc.) över en del svenska författare som Victoria Benedictsson, Anne Charlotte Leffler och Viktor Rydberg. 
Förutom verk av Bjørnstjerne Bjørnson, Christopher Boeck, Alexander Kielland, Bernt och Jonas Lie samt Sophus Schandorph översatte Wijsman till nederländska ett flertal romaner och noveller av Anne Charlotte Leffler, Axel Lundegård, Mathilda Roos, Alfred Hedenstierna och Anna Wahlenberg samt enstaka, arbeten av Victoria Benedictsson, Sophie Elkan, Gustaf af Geijerstam, Frans och Tor Hedberg, Verner von Heidenstam ("Endymion", 1900), Ellen Idström, Ellen Key, Oscar Levertin, Claës Lundin, Georg Nordensvan, Johan Nordling, Viktor Rydberg ("Chrusanteus", 1886, "Singoalla", 1899), August Strindberg ("De Eilanders. Een verhaal uit de scheeren", 1890) och Victor Hugo Wickström. 
Wijsmann belönades för sina förtjänster om svensk litteratur med medaljen Litteris et artibus.